# Agata Wołkowycka
Agata Wołkowycka z domu Sadurska (ur. 20 września 1966) – polska lekkoatletka, płotkarka, trzykrotna mistrzyni Polski.

## Kariera
Specjalizowała się w biegu na 400 metrów przez płotki. Na uniwersjadzie w 1991 w Sheffield zdobyła wraz z koleżankami brązowy medal w sztafecie 4 × 400 metrów (sztafeta biegła w składzie: Sylwia Pachut, Sadurska, Barbara Grzywocz i Monika Warnicka).
Mistrzyni Polski w biegu na 400 metrów przez płotki w 1990 oraz w sztafecie 4 × 400 metrów w 1995 i 1996,  wicemistrzyni w biegu na 400 metrów przez płotki w 1991 i 1995 oraz w sztafecie 4 × 400 metrów w 1990, 1992 i 1994, brązowa medalistka w biegu na 400 metrów przez płotki w 1992.

## Rekordy życiowe[4][5]
| Konkurencja                     | Data i miejsce            | Wynik |
| ------------------------------- | ------------------------- | ----- |
| bieg na 200 metrów              | 28 czerwca 1992, Warszawa | 24,80 |
| bieg na 400 metrów              | 27 czerwca 1992, Kraków   | 55,37 |
| bieg na 400 metrów przez płotki | 13 lipca 1991, Kielce     | 57,88 |

Była zawodniczką AZS-AWF Warszawa. Jest żoną Andrzeja Wołkowyckiego, trenera biegów w AZS-AWF Warszawa. Ma troje dzieci.